# پوپنبول
پوپنبول (به آلمانی: Poppenbüll) یک شهر در آلمان است که در نوردفرایسلند واقع شده‌است. پوپنبول ۲۰۹ نفر جمعیت دارد.